# Новобелицкая улица (Санкт-Петербург)
Новобе́лицкая улица — улица в историческом районе Сосновая Поляна Красносельского района Санкт-Петербурга. Проходит от улицы Тамбасова до улицы Лётчика Пилютова.

## История
Улица названа по Новобелицкому району белорусского города Гомеля.
Решением исполкома Урицкого городского Совета от 17 октября 1951 года один из новых проездов в Сосновой Поляне получил название улица Мира. В 1976 году дома по улице Мира, как и по некоторым другим улицам в Сосновой Поляне, были перенумерованы.
В 90-е название улица Мира практически исчезло с домов, а
19 августа 2002 года улицу Мира переименовали в Новобелецкую улицу с продлением до улицы Тамбасова (включив в неё проезд на месте бывшей Максимовской улицы дореволюционного посёлка «Таврида» и фрагмент ранее упразднённой Георгиевской улицы). 30 июня 2006 года название было исправлено на современное. При этом дома по ул. Новобелицкой были снова перенумерованы с изменением направления нумерации, и таким образом нечётные дома по ул. Мира стали чётными по ул. Новобелицкой и наоборот.

Предшественница Новобелицкой улицы, улица Мира, на карте Сосновой Поляны в 1985 г.

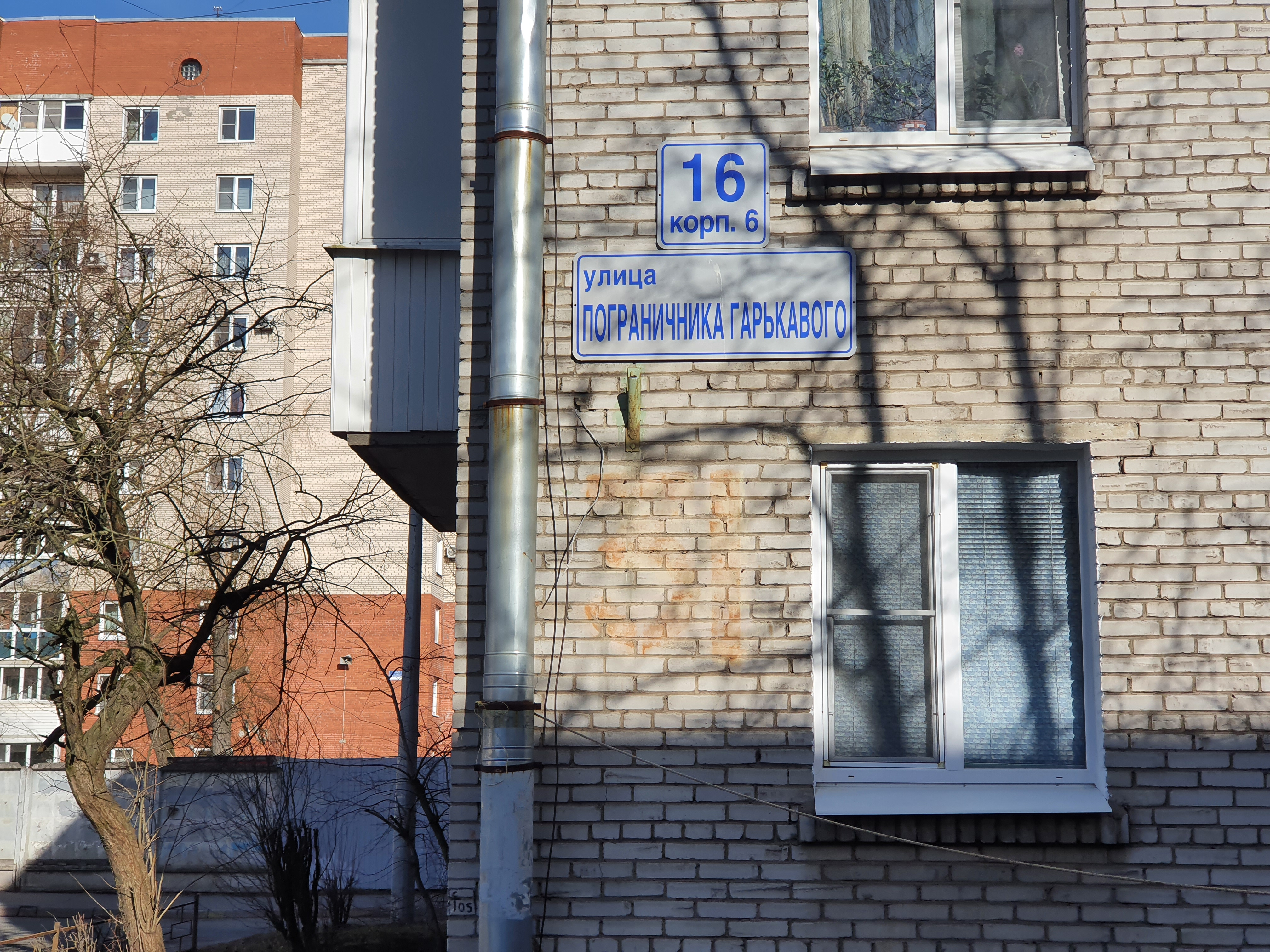
На некоторых домах в Сосновой Поляне до сих пор сохранилась старая нумерация по ул. Мира. Так, дом 16, к. 6, по ул. Пограничника Гарькавого имеет и номер 31 по ул. Мира, а также номер 102 по Георгиевской улице.

В советское время по левой стороне улице вдоль территории Ленфильма (по левую сторону от проезжей части и по правую от её пешеходной части) росла высокая аллея. Её вырубили вначале 2010-х годов, а в 2023-м снесли все здания Ленфильма, отдав освободившуюся территорию под многоквартирную застройку (ж/к «Кинопоарк»).

## Пересечения
С востока на запад Новобелицкую улицу пересекают следующие улицы:
- улица Тамбасова — Новобелицкая улица примыкает к ней;
- улица Пограничника Гарькавого — пересечение;
- 2-я Комсомольская улица — пересечение;
- улица Лётчика Пилютова — Новобелицкая улица примыкает к ней.

## Транспорт

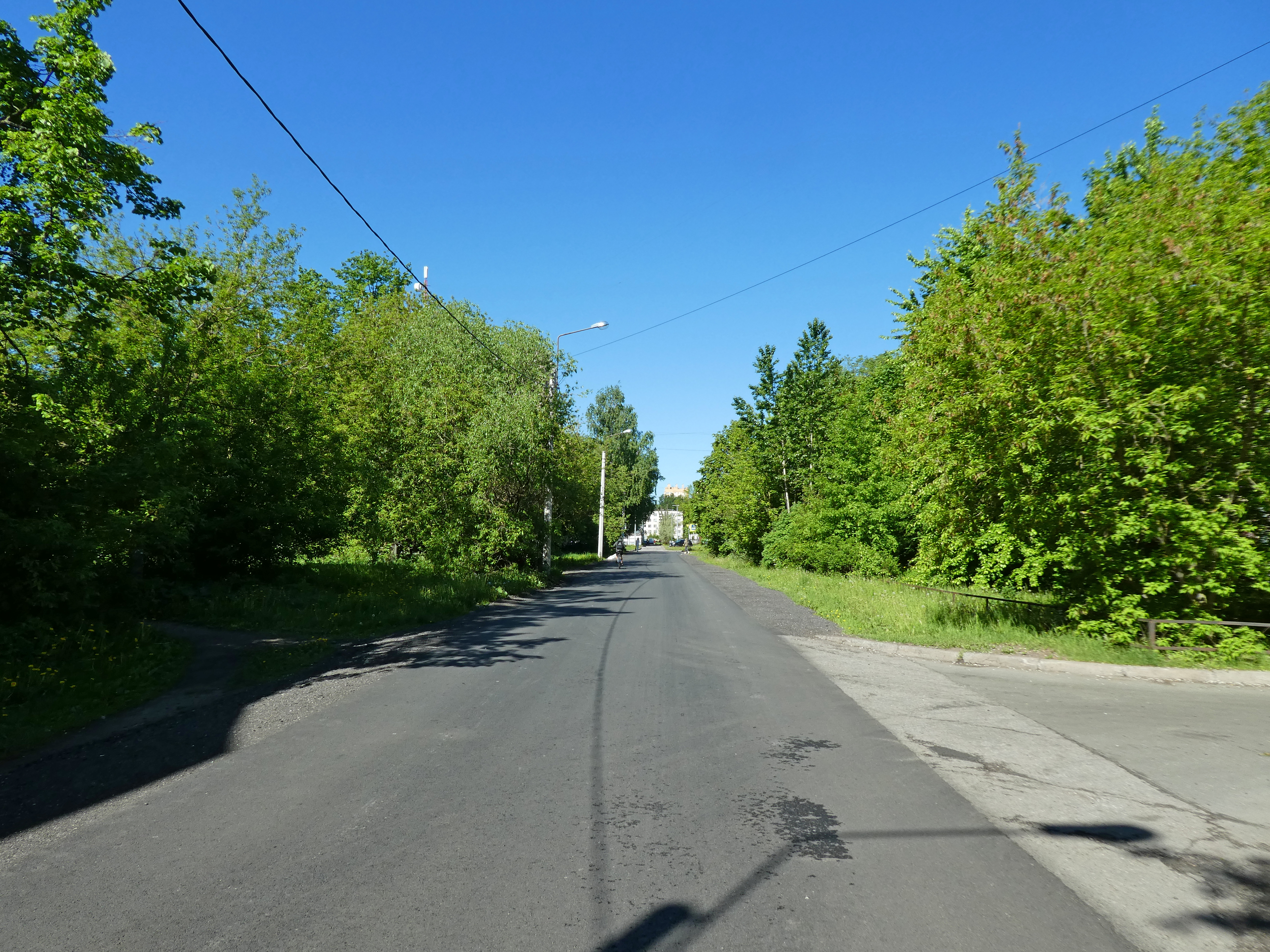
Вид в сторону улицы Лётчика Пилютова от 2-й Комсомольской улицы

Ближайшая к Новобелицкой улице станция метро — «Проспект Ветеранов» 1-й (Кировско-Выборгской) линии (около 5,2 км по прямой от начала улицы).
На расстоянии около 4,5 км по прямой от начала Новобелицкой улицы, у пересечения улицы Маршала Казакова с проспектом Маршала Жукова, строится станция метро «Юго-Западная» Красносельско-Калининской линии.
Движение наземного общественного транспорта по улице отсутствует.
Ближайшие к Новобелицкой улице остановочные пункты железной дороги — Сосновая Поляна (около 1,8 км по улице Пограничника Гарькавого) и Лигово (около 2,4 км по прямой от начала улицы).

## Общественно значимые объекты
- Демидовский парк (у примыкания к улице Тамбасова);
- филиал киностудии «Ленфильм» — улица Тамбасова, дом 5 (был снесён весной 2023 г.);
- стоматологическая поликлиника № 28 (у пересечения с улицей Пограничника Гарькавого) — улица Пограничника Гарькавого, дом 14, литера А;
- Дом детского творчества Красносельского района (между улицей Пограничника Гарькавого и 2-й Комсомольской улицей) — улица Пограничника Гарькавого, дом 11, корпус 2, литера А.